# Cook da Books
Cook da Books (também conhecido como Cook the Books , Big in France e Da Books ) foi uma banda britânica de rock, de gênero musical new wave, criada em 1980, em Liverpool, Inglaterra. A banda assinou contrato com gravadoras independentes ao longo de sua carreira. Grande parte de sua música foi politicamente engajada, mas também contribuíram com música para trilhas sonoras de filmes populares, como no filme Asterix entre os Bretões, de 1986,  que foi inspirado no livro de mesmo nome. Eles lançaram dois álbuns e onze singles antes de se separarem em 1988.

## História
A Cook da Books foi formada em 1980 em Fazakerley,  subúrbio do norte de Liverpool. Sendo composta por ex-membros de The Dogems e Brooklyn, que eram grupos atuantes no circuito de "Public House" (os conhecidos Pub inglêses). Estas duas bandas que deram origem ao Cook da Books não eram ligadas ao movimento punk da cidade e tampouco à cena new wave, mas músicos competentes com harmonias estreitas obtidas no festival liverpuldiano Hilda Fallon Roadshow Day's, e semelhantes a outras bandas locais como o grupo vocal Our Kid. A formação inicial foi Kevin Kunky Kelly (guitarra / voz), Peter "Digsy" Deary (voz, guitarra), Owen Moran (baixo, voz), Tony Prescott (teclado) e John Legget (bateria).
Eles inicialmente ganharam atenção com seu aclamado single de estreia "Piggie in the Middle 8", com letras provocativas em alusão aos chamados distúrbios civis de Toxteth, ocorridos no centro da cidade de Liverpool em 1981 - distúrbio este que surgiu em parte de tensões de longa data entre a polícia local e a comunidade negra. O empresário da banda tocou uma fita amadora para o conhecido produtor de reggae Dennis Bovell, que recentemente produziu um disco em segundo lugar com "Silly Games", de Janet Kay, com o qual concordou em produzir a faixa em seu Studio80 em Londres.  Um outro acordo foi fechado com a Probe Records para lançar o álbum no mercado, no segmento musical independente emergente. Este foi o primeiro disco lançado pelo selo Probe, que teve sucesso com muitos outros artistas após este lançamento. O fotógrafo local John Stoddart foi contratado para produzir a arte. Após esta primeira sessão de banda, Stoddart passaria a fotografar muitas bandas, mais notavelmente Frankie Goes to Hollywood através de seu grande sucesso.
O single lançado por Cook da Books chamou a atenção do músico franco-romeno Vladimir Cosma, que incluiu três faixas do álbum da banda na trilha sonora do filme francês La Boum 2 (1982). O filme inclui uma cena com a banda tocando "Your Eyes", canção esta que alcançou o primeiro lugar na Europa e Hong Kong, vendendo mais de 900.000 cópias e rendendo à banda um disco de ouro.  Isso trouxe à banda reconhecimento internacional, embora permanecesse relativamente desconhecida em seu país de origem e nos Estados Unidos, os dois grandes mercados mundiais da música. Seguiram-se mais shows ao vivo, incluindo turnês de apoio de alto nível no Reino Unido e EUA com banda de rock australiana Men at Work, a guitarrista britânica Joan Armatrading, a banda punk norte-irlandesa The Undertones, entre outros. Eles estabeleceram um espaço de gravação e ensaio no centro de Liverpool durante o contrato de gravação da Virgin; no entanto, após o fim do negócio de seu empresário, John Smith o vendeu para outra banda de Liverpool, Echo & the Bunnymen.
A banda gravou mais duas tracklist (em 1983 e 1984) para o programa de John Peel na BBC Radio 1, e uma para o disc jockey inglês Simon Bates. Eles apareceram no programa de TV da BBC Whistle Test em 1985. Em 1984, eles contribuíram com a versão amadora de "Piggy In The Middle 8" para o álbum de compilação Jobs For the Boys do cantor Ronnie Flood, lançado para destacar a crise de desemprego na Grã-Bretanha do governo Margaret Thatcher, particularmente em Liverpool.
Apesar da trilha sonora do filme La Boum 2 tenha sido lançada pela gravadora Polymer Records, e eles também tenham assinado contrato com a 10 Records (parte da Virgin Records), a banda Cook Da Books permaneceu ferozmente independente ao longo de sua carreira, administrando seu próprio selo, Kiteland Records. De acordo com a própria banda em uma entrevista à revista Explicit em 1983: "Ser independente significa que temos a liberdade de escolher o que quisermos, ter qualquer produto que quisermos no mercado, quando quisermos".
Em 1985 eles cantaram a canção "Spartakus", escrita por  Vladimir Cosma, para a trilha sonora do cartoon francês de ficção científica "Les Mondes Engloutis" (que ganhou o título de " Spartakus and the Sun Beneath the Sea", em inglês). Naquele ano, eles realizaram um concerto com Joan Armatrading no Gammage Performing Arts Center, no Arizona, Estados Unidos.
Após a saída de Tony Prescott, os três membros remanescentes se tornaram simplesmente "Da Books", e ressurgiram um ano depois com uma capa de "Living for the City " de Stevie Wonder, lançada pela Probe Plus. Eles também gravaram "The Lookout Is Out" com nova letra (baseada na melodia de "Asterix est là", de Plastic Bertrand), a música é tema do filme de animação de 1986 chamado Asterix entre os Bretões inspirado no livro de mesmo nome.
Peter "Digsy" Deary, integrante de Da Books, passou para a banda inglesa de rock alternativo Smaller, apresentando seu irmão Stephen na bateria, que teve canções de sucesso no Reino Unido em 1996 e 1997 como "Wasted" e "Is", e foi celebrado na canção da banda Oasis intitulada "Digsy's Dinner", do álbum de estreia da banda chamado Definitely Maybe. Noel Gallagher do Oasis também foi convidado no álbum Badly Badly da banda Smaller. Ele então liderou o The Sums nos anos 2000.
Em 2012, Peter Digsy e Owen Moran foram o tema de um documentário intitulado We Don't Want to Knock It, dos cineastas de Liverpool Daniel Draper e Frankie Cowley.

## Estilo
Cook da Books foi uma banda foi comparada a Duran Duran, U2 e Squeeze.

## Discografia

### Álbuns
- 1983: Outch
- 1989: Big Dreams (as Da' Books)

Track listing
1. "Heart of Fire"
2. "Rich Men Don't"
3. "Wouldn't Want to Knock It"
4. "Sankapou"
5. "Falling"
6. "Piggie in the Middle Eight"
7. "Who Are You to Cry?"
8. "Soho"
9. "This Is Not the Time"
10. "Up in Smoke"
11. "Say Something Good"

### Singles/EPs
- 1982: "Piggie in the Middle Eight"/"Turn to Black" (No. 18)
- 1982: "Rich Men Don't"/"Low Profile"
- 1983: "Piggie in the Middle Eight"/"I Wouldn't Want to Knock It"
- 1983: "Your Eyes" (No. 1) (France, Italy, Germany, Hong Kong, Philippines)
- 1983: "Low Profile"/"Rich Men Don't" (No. 13)
- 1983: "I Wouldn't Want To Knock It"/"Up In Smoke"/"In Da Papers" (No. 20)
- 1984: "Caress Me Like a Flower"/"Say Something Good"
- 1984: "Golden Age"/"Soho"
- 1985: "You Hurt Me Deep Inside"/"Piggie in the Middle Eight"/"Low Profile"
- 1986: "Living for the City"/"All I Want is Everything"/"How Could You Be So Low"/"Giving Up the Acid"/"England May as Well Be Cuba"
- 1986: "The Lookout Is Out" (música-tema do filme de animação Asterix entre os Bretões)

### Aparências de compilação
- "This Is Not the Time" (incluído na compilação Crackin 'Up at the Pyramid ) (maio de 1982)
- "Get It Together"/"Your Eyes"/"Silver Man" (incluído na compilação Crackin 'Up at the Pyramid ) (maio de 1982)
- "Piggie in the Middle Eight" nova versão) ( compilação Jobs for the Boys (Natalie Records) (janeiro de 1985)

## ligações externas
- Página não oficial de fãs da Cook Da Books